# Aenictus huonicus
Aenictus huonicus é uma espécie de formiga do gênero Aenictus.